# Капкан (шахматы)
«Капкан» — ловушка, приводящая «попавшуюся» сторону к неизбежной потере фигуры. Обычно в «капкан» попадается тяжёлая фигура, ладья или ферзь, так как для его построения, как правило, требуются лёгкие фигуры.

## Примеры
|   | a | b | c | d | e | f | g | h |   |
| - | --- | --- | --- | --- | --- | --- | --- | --- | - |
| 8 | a8 чёрная ладья · b8 чёрный конь · c8 чёрный слон · d8 чёрный ферзь · f8 чёрная ладья · g8 чёрный король · a7 чёрная пешка · b7 чёрная пешка · f7 чёрная пешка · g7 чёрная пешка · h7 чёрная пешка · d6 чёрный слон · e6 чёрная пешка · c5 чёрная пешка · d5 чёрный конь · c4 белый слон · b3 белая пешка · d3 белая пешка · f3 белый конь · a2 белая пешка · c2 белая пешка · d2 белый конь · f2 белая пешка · g2 белая пешка · h2 белая пешка · a1 белая ладья · c1 белый слон · d1 белый ферзь · e1 белая ладья · g1 белый король | a8 чёрная ладья · b8 чёрный конь · c8 чёрный слон · d8 чёрный ферзь · f8 чёрная ладья · g8 чёрный король · a7 чёрная пешка · b7 чёрная пешка · f7 чёрная пешка · g7 чёрная пешка · h7 чёрная пешка · d6 чёрный слон · e6 чёрная пешка · c5 чёрная пешка · d5 чёрный конь · c4 белый слон · b3 белая пешка · d3 белая пешка · f3 белый конь · a2 белая пешка · c2 белая пешка · d2 белый конь · f2 белая пешка · g2 белая пешка · h2 белая пешка · a1 белая ладья · c1 белый слон · d1 белый ферзь · e1 белая ладья · g1 белый король | a8 чёрная ладья · b8 чёрный конь · c8 чёрный слон · d8 чёрный ферзь · f8 чёрная ладья · g8 чёрный король · a7 чёрная пешка · b7 чёрная пешка · f7 чёрная пешка · g7 чёрная пешка · h7 чёрная пешка · d6 чёрный слон · e6 чёрная пешка · c5 чёрная пешка · d5 чёрный конь · c4 белый слон · b3 белая пешка · d3 белая пешка · f3 белый конь · a2 белая пешка · c2 белая пешка · d2 белый конь · f2 белая пешка · g2 белая пешка · h2 белая пешка · a1 белая ладья · c1 белый слон · d1 белый ферзь · e1 белая ладья · g1 белый король | a8 чёрная ладья · b8 чёрный конь · c8 чёрный слон · d8 чёрный ферзь · f8 чёрная ладья · g8 чёрный король · a7 чёрная пешка · b7 чёрная пешка · f7 чёрная пешка · g7 чёрная пешка · h7 чёрная пешка · d6 чёрный слон · e6 чёрная пешка · c5 чёрная пешка · d5 чёрный конь · c4 белый слон · b3 белая пешка · d3 белая пешка · f3 белый конь · a2 белая пешка · c2 белая пешка · d2 белый конь · f2 белая пешка · g2 белая пешка · h2 белая пешка · a1 белая ладья · c1 белый слон · d1 белый ферзь · e1 белая ладья · g1 белый король | a8 чёрная ладья · b8 чёрный конь · c8 чёрный слон · d8 чёрный ферзь · f8 чёрная ладья · g8 чёрный король · a7 чёрная пешка · b7 чёрная пешка · f7 чёрная пешка · g7 чёрная пешка · h7 чёрная пешка · d6 чёрный слон · e6 чёрная пешка · c5 чёрная пешка · d5 чёрный конь · c4 белый слон · b3 белая пешка · d3 белая пешка · f3 белый конь · a2 белая пешка · c2 белая пешка · d2 белый конь · f2 белая пешка · g2 белая пешка · h2 белая пешка · a1 белая ладья · c1 белый слон · d1 белый ферзь · e1 белая ладья · g1 белый король | a8 чёрная ладья · b8 чёрный конь · c8 чёрный слон · d8 чёрный ферзь · f8 чёрная ладья · g8 чёрный король · a7 чёрная пешка · b7 чёрная пешка · f7 чёрная пешка · g7 чёрная пешка · h7 чёрная пешка · d6 чёрный слон · e6 чёрная пешка · c5 чёрная пешка · d5 чёрный конь · c4 белый слон · b3 белая пешка · d3 белая пешка · f3 белый конь · a2 белая пешка · c2 белая пешка · d2 белый конь · f2 белая пешка · g2 белая пешка · h2 белая пешка · a1 белая ладья · c1 белый слон · d1 белый ферзь · e1 белая ладья · g1 белый король | a8 чёрная ладья · b8 чёрный конь · c8 чёрный слон · d8 чёрный ферзь · f8 чёрная ладья · g8 чёрный король · a7 чёрная пешка · b7 чёрная пешка · f7 чёрная пешка · g7 чёрная пешка · h7 чёрная пешка · d6 чёрный слон · e6 чёрная пешка · c5 чёрная пешка · d5 чёрный конь · c4 белый слон · b3 белая пешка · d3 белая пешка · f3 белый конь · a2 белая пешка · c2 белая пешка · d2 белый конь · f2 белая пешка · g2 белая пешка · h2 белая пешка · a1 белая ладья · c1 белый слон · d1 белый ферзь · e1 белая ладья · g1 белый король | a8 чёрная ладья · b8 чёрный конь · c8 чёрный слон · d8 чёрный ферзь · f8 чёрная ладья · g8 чёрный король · a7 чёрная пешка · b7 чёрная пешка · f7 чёрная пешка · g7 чёрная пешка · h7 чёрная пешка · d6 чёрный слон · e6 чёрная пешка · c5 чёрная пешка · d5 чёрный конь · c4 белый слон · b3 белая пешка · d3 белая пешка · f3 белый конь · a2 белая пешка · c2 белая пешка · d2 белый конь · f2 белая пешка · g2 белая пешка · h2 белая пешка · a1 белая ладья · c1 белый слон · d1 белый ферзь · e1 белая ладья · g1 белый король | 8 |
| 7 | a8 чёрная ладья · b8 чёрный конь · c8 чёрный слон · d8 чёрный ферзь · f8 чёрная ладья · g8 чёрный король · a7 чёрная пешка · b7 чёрная пешка · f7 чёрная пешка · g7 чёрная пешка · h7 чёрная пешка · d6 чёрный слон · e6 чёрная пешка · c5 чёрная пешка · d5 чёрный конь · c4 белый слон · b3 белая пешка · d3 белая пешка · f3 белый конь · a2 белая пешка · c2 белая пешка · d2 белый конь · f2 белая пешка · g2 белая пешка · h2 белая пешка · a1 белая ладья · c1 белый слон · d1 белый ферзь · e1 белая ладья · g1 белый король | a8 чёрная ладья · b8 чёрный конь · c8 чёрный слон · d8 чёрный ферзь · f8 чёрная ладья · g8 чёрный король · a7 чёрная пешка · b7 чёрная пешка · f7 чёрная пешка · g7 чёрная пешка · h7 чёрная пешка · d6 чёрный слон · e6 чёрная пешка · c5 чёрная пешка · d5 чёрный конь · c4 белый слон · b3 белая пешка · d3 белая пешка · f3 белый конь · a2 белая пешка · c2 белая пешка · d2 белый конь · f2 белая пешка · g2 белая пешка · h2 белая пешка · a1 белая ладья · c1 белый слон · d1 белый ферзь · e1 белая ладья · g1 белый король | a8 чёрная ладья · b8 чёрный конь · c8 чёрный слон · d8 чёрный ферзь · f8 чёрная ладья · g8 чёрный король · a7 чёрная пешка · b7 чёрная пешка · f7 чёрная пешка · g7 чёрная пешка · h7 чёрная пешка · d6 чёрный слон · e6 чёрная пешка · c5 чёрная пешка · d5 чёрный конь · c4 белый слон · b3 белая пешка · d3 белая пешка · f3 белый конь · a2 белая пешка · c2 белая пешка · d2 белый конь · f2 белая пешка · g2 белая пешка · h2 белая пешка · a1 белая ладья · c1 белый слон · d1 белый ферзь · e1 белая ладья · g1 белый король | a8 чёрная ладья · b8 чёрный конь · c8 чёрный слон · d8 чёрный ферзь · f8 чёрная ладья · g8 чёрный король · a7 чёрная пешка · b7 чёрная пешка · f7 чёрная пешка · g7 чёрная пешка · h7 чёрная пешка · d6 чёрный слон · e6 чёрная пешка · c5 чёрная пешка · d5 чёрный конь · c4 белый слон · b3 белая пешка · d3 белая пешка · f3 белый конь · a2 белая пешка · c2 белая пешка · d2 белый конь · f2 белая пешка · g2 белая пешка · h2 белая пешка · a1 белая ладья · c1 белый слон · d1 белый ферзь · e1 белая ладья · g1 белый король | a8 чёрная ладья · b8 чёрный конь · c8 чёрный слон · d8 чёрный ферзь · f8 чёрная ладья · g8 чёрный король · a7 чёрная пешка · b7 чёрная пешка · f7 чёрная пешка · g7 чёрная пешка · h7 чёрная пешка · d6 чёрный слон · e6 чёрная пешка · c5 чёрная пешка · d5 чёрный конь · c4 белый слон · b3 белая пешка · d3 белая пешка · f3 белый конь · a2 белая пешка · c2 белая пешка · d2 белый конь · f2 белая пешка · g2 белая пешка · h2 белая пешка · a1 белая ладья · c1 белый слон · d1 белый ферзь · e1 белая ладья · g1 белый король | a8 чёрная ладья · b8 чёрный конь · c8 чёрный слон · d8 чёрный ферзь · f8 чёрная ладья · g8 чёрный король · a7 чёрная пешка · b7 чёрная пешка · f7 чёрная пешка · g7 чёрная пешка · h7 чёрная пешка · d6 чёрный слон · e6 чёрная пешка · c5 чёрная пешка · d5 чёрный конь · c4 белый слон · b3 белая пешка · d3 белая пешка · f3 белый конь · a2 белая пешка · c2 белая пешка · d2 белый конь · f2 белая пешка · g2 белая пешка · h2 белая пешка · a1 белая ладья · c1 белый слон · d1 белый ферзь · e1 белая ладья · g1 белый король | a8 чёрная ладья · b8 чёрный конь · c8 чёрный слон · d8 чёрный ферзь · f8 чёрная ладья · g8 чёрный король · a7 чёрная пешка · b7 чёрная пешка · f7 чёрная пешка · g7 чёрная пешка · h7 чёрная пешка · d6 чёрный слон · e6 чёрная пешка · c5 чёрная пешка · d5 чёрный конь · c4 белый слон · b3 белая пешка · d3 белая пешка · f3 белый конь · a2 белая пешка · c2 белая пешка · d2 белый конь · f2 белая пешка · g2 белая пешка · h2 белая пешка · a1 белая ладья · c1 белый слон · d1 белый ферзь · e1 белая ладья · g1 белый король | a8 чёрная ладья · b8 чёрный конь · c8 чёрный слон · d8 чёрный ферзь · f8 чёрная ладья · g8 чёрный король · a7 чёрная пешка · b7 чёрная пешка · f7 чёрная пешка · g7 чёрная пешка · h7 чёрная пешка · d6 чёрный слон · e6 чёрная пешка · c5 чёрная пешка · d5 чёрный конь · c4 белый слон · b3 белая пешка · d3 белая пешка · f3 белый конь · a2 белая пешка · c2 белая пешка · d2 белый конь · f2 белая пешка · g2 белая пешка · h2 белая пешка · a1 белая ладья · c1 белый слон · d1 белый ферзь · e1 белая ладья · g1 белый король | 7 |
| 6 | a8 чёрная ладья · b8 чёрный конь · c8 чёрный слон · d8 чёрный ферзь · f8 чёрная ладья · g8 чёрный король · a7 чёрная пешка · b7 чёрная пешка · f7 чёрная пешка · g7 чёрная пешка · h7 чёрная пешка · d6 чёрный слон · e6 чёрная пешка · c5 чёрная пешка · d5 чёрный конь · c4 белый слон · b3 белая пешка · d3 белая пешка · f3 белый конь · a2 белая пешка · c2 белая пешка · d2 белый конь · f2 белая пешка · g2 белая пешка · h2 белая пешка · a1 белая ладья · c1 белый слон · d1 белый ферзь · e1 белая ладья · g1 белый король | a8 чёрная ладья · b8 чёрный конь · c8 чёрный слон · d8 чёрный ферзь · f8 чёрная ладья · g8 чёрный король · a7 чёрная пешка · b7 чёрная пешка · f7 чёрная пешка · g7 чёрная пешка · h7 чёрная пешка · d6 чёрный слон · e6 чёрная пешка · c5 чёрная пешка · d5 чёрный конь · c4 белый слон · b3 белая пешка · d3 белая пешка · f3 белый конь · a2 белая пешка · c2 белая пешка · d2 белый конь · f2 белая пешка · g2 белая пешка · h2 белая пешка · a1 белая ладья · c1 белый слон · d1 белый ферзь · e1 белая ладья · g1 белый король | a8 чёрная ладья · b8 чёрный конь · c8 чёрный слон · d8 чёрный ферзь · f8 чёрная ладья · g8 чёрный король · a7 чёрная пешка · b7 чёрная пешка · f7 чёрная пешка · g7 чёрная пешка · h7 чёрная пешка · d6 чёрный слон · e6 чёрная пешка · c5 чёрная пешка · d5 чёрный конь · c4 белый слон · b3 белая пешка · d3 белая пешка · f3 белый конь · a2 белая пешка · c2 белая пешка · d2 белый конь · f2 белая пешка · g2 белая пешка · h2 белая пешка · a1 белая ладья · c1 белый слон · d1 белый ферзь · e1 белая ладья · g1 белый король | a8 чёрная ладья · b8 чёрный конь · c8 чёрный слон · d8 чёрный ферзь · f8 чёрная ладья · g8 чёрный король · a7 чёрная пешка · b7 чёрная пешка · f7 чёрная пешка · g7 чёрная пешка · h7 чёрная пешка · d6 чёрный слон · e6 чёрная пешка · c5 чёрная пешка · d5 чёрный конь · c4 белый слон · b3 белая пешка · d3 белая пешка · f3 белый конь · a2 белая пешка · c2 белая пешка · d2 белый конь · f2 белая пешка · g2 белая пешка · h2 белая пешка · a1 белая ладья · c1 белый слон · d1 белый ферзь · e1 белая ладья · g1 белый король | a8 чёрная ладья · b8 чёрный конь · c8 чёрный слон · d8 чёрный ферзь · f8 чёрная ладья · g8 чёрный король · a7 чёрная пешка · b7 чёрная пешка · f7 чёрная пешка · g7 чёрная пешка · h7 чёрная пешка · d6 чёрный слон · e6 чёрная пешка · c5 чёрная пешка · d5 чёрный конь · c4 белый слон · b3 белая пешка · d3 белая пешка · f3 белый конь · a2 белая пешка · c2 белая пешка · d2 белый конь · f2 белая пешка · g2 белая пешка · h2 белая пешка · a1 белая ладья · c1 белый слон · d1 белый ферзь · e1 белая ладья · g1 белый король | a8 чёрная ладья · b8 чёрный конь · c8 чёрный слон · d8 чёрный ферзь · f8 чёрная ладья · g8 чёрный король · a7 чёрная пешка · b7 чёрная пешка · f7 чёрная пешка · g7 чёрная пешка · h7 чёрная пешка · d6 чёрный слон · e6 чёрная пешка · c5 чёрная пешка · d5 чёрный конь · c4 белый слон · b3 белая пешка · d3 белая пешка · f3 белый конь · a2 белая пешка · c2 белая пешка · d2 белый конь · f2 белая пешка · g2 белая пешка · h2 белая пешка · a1 белая ладья · c1 белый слон · d1 белый ферзь · e1 белая ладья · g1 белый король | a8 чёрная ладья · b8 чёрный конь · c8 чёрный слон · d8 чёрный ферзь · f8 чёрная ладья · g8 чёрный король · a7 чёрная пешка · b7 чёрная пешка · f7 чёрная пешка · g7 чёрная пешка · h7 чёрная пешка · d6 чёрный слон · e6 чёрная пешка · c5 чёрная пешка · d5 чёрный конь · c4 белый слон · b3 белая пешка · d3 белая пешка · f3 белый конь · a2 белая пешка · c2 белая пешка · d2 белый конь · f2 белая пешка · g2 белая пешка · h2 белая пешка · a1 белая ладья · c1 белый слон · d1 белый ферзь · e1 белая ладья · g1 белый король | a8 чёрная ладья · b8 чёрный конь · c8 чёрный слон · d8 чёрный ферзь · f8 чёрная ладья · g8 чёрный король · a7 чёрная пешка · b7 чёрная пешка · f7 чёрная пешка · g7 чёрная пешка · h7 чёрная пешка · d6 чёрный слон · e6 чёрная пешка · c5 чёрная пешка · d5 чёрный конь · c4 белый слон · b3 белая пешка · d3 белая пешка · f3 белый конь · a2 белая пешка · c2 белая пешка · d2 белый конь · f2 белая пешка · g2 белая пешка · h2 белая пешка · a1 белая ладья · c1 белый слон · d1 белый ферзь · e1 белая ладья · g1 белый король | 6 |
| 5 | a8 чёрная ладья · b8 чёрный конь · c8 чёрный слон · d8 чёрный ферзь · f8 чёрная ладья · g8 чёрный король · a7 чёрная пешка · b7 чёрная пешка · f7 чёрная пешка · g7 чёрная пешка · h7 чёрная пешка · d6 чёрный слон · e6 чёрная пешка · c5 чёрная пешка · d5 чёрный конь · c4 белый слон · b3 белая пешка · d3 белая пешка · f3 белый конь · a2 белая пешка · c2 белая пешка · d2 белый конь · f2 белая пешка · g2 белая пешка · h2 белая пешка · a1 белая ладья · c1 белый слон · d1 белый ферзь · e1 белая ладья · g1 белый король | a8 чёрная ладья · b8 чёрный конь · c8 чёрный слон · d8 чёрный ферзь · f8 чёрная ладья · g8 чёрный король · a7 чёрная пешка · b7 чёрная пешка · f7 чёрная пешка · g7 чёрная пешка · h7 чёрная пешка · d6 чёрный слон · e6 чёрная пешка · c5 чёрная пешка · d5 чёрный конь · c4 белый слон · b3 белая пешка · d3 белая пешка · f3 белый конь · a2 белая пешка · c2 белая пешка · d2 белый конь · f2 белая пешка · g2 белая пешка · h2 белая пешка · a1 белая ладья · c1 белый слон · d1 белый ферзь · e1 белая ладья · g1 белый король | a8 чёрная ладья · b8 чёрный конь · c8 чёрный слон · d8 чёрный ферзь · f8 чёрная ладья · g8 чёрный король · a7 чёрная пешка · b7 чёрная пешка · f7 чёрная пешка · g7 чёрная пешка · h7 чёрная пешка · d6 чёрный слон · e6 чёрная пешка · c5 чёрная пешка · d5 чёрный конь · c4 белый слон · b3 белая пешка · d3 белая пешка · f3 белый конь · a2 белая пешка · c2 белая пешка · d2 белый конь · f2 белая пешка · g2 белая пешка · h2 белая пешка · a1 белая ладья · c1 белый слон · d1 белый ферзь · e1 белая ладья · g1 белый король | a8 чёрная ладья · b8 чёрный конь · c8 чёрный слон · d8 чёрный ферзь · f8 чёрная ладья · g8 чёрный король · a7 чёрная пешка · b7 чёрная пешка · f7 чёрная пешка · g7 чёрная пешка · h7 чёрная пешка · d6 чёрный слон · e6 чёрная пешка · c5 чёрная пешка · d5 чёрный конь · c4 белый слон · b3 белая пешка · d3 белая пешка · f3 белый конь · a2 белая пешка · c2 белая пешка · d2 белый конь · f2 белая пешка · g2 белая пешка · h2 белая пешка · a1 белая ладья · c1 белый слон · d1 белый ферзь · e1 белая ладья · g1 белый король | a8 чёрная ладья · b8 чёрный конь · c8 чёрный слон · d8 чёрный ферзь · f8 чёрная ладья · g8 чёрный король · a7 чёрная пешка · b7 чёрная пешка · f7 чёрная пешка · g7 чёрная пешка · h7 чёрная пешка · d6 чёрный слон · e6 чёрная пешка · c5 чёрная пешка · d5 чёрный конь · c4 белый слон · b3 белая пешка · d3 белая пешка · f3 белый конь · a2 белая пешка · c2 белая пешка · d2 белый конь · f2 белая пешка · g2 белая пешка · h2 белая пешка · a1 белая ладья · c1 белый слон · d1 белый ферзь · e1 белая ладья · g1 белый король | a8 чёрная ладья · b8 чёрный конь · c8 чёрный слон · d8 чёрный ферзь · f8 чёрная ладья · g8 чёрный король · a7 чёрная пешка · b7 чёрная пешка · f7 чёрная пешка · g7 чёрная пешка · h7 чёрная пешка · d6 чёрный слон · e6 чёрная пешка · c5 чёрная пешка · d5 чёрный конь · c4 белый слон · b3 белая пешка · d3 белая пешка · f3 белый конь · a2 белая пешка · c2 белая пешка · d2 белый конь · f2 белая пешка · g2 белая пешка · h2 белая пешка · a1 белая ладья · c1 белый слон · d1 белый ферзь · e1 белая ладья · g1 белый король | a8 чёрная ладья · b8 чёрный конь · c8 чёрный слон · d8 чёрный ферзь · f8 чёрная ладья · g8 чёрный король · a7 чёрная пешка · b7 чёрная пешка · f7 чёрная пешка · g7 чёрная пешка · h7 чёрная пешка · d6 чёрный слон · e6 чёрная пешка · c5 чёрная пешка · d5 чёрный конь · c4 белый слон · b3 белая пешка · d3 белая пешка · f3 белый конь · a2 белая пешка · c2 белая пешка · d2 белый конь · f2 белая пешка · g2 белая пешка · h2 белая пешка · a1 белая ладья · c1 белый слон · d1 белый ферзь · e1 белая ладья · g1 белый король | a8 чёрная ладья · b8 чёрный конь · c8 чёрный слон · d8 чёрный ферзь · f8 чёрная ладья · g8 чёрный король · a7 чёрная пешка · b7 чёрная пешка · f7 чёрная пешка · g7 чёрная пешка · h7 чёрная пешка · d6 чёрный слон · e6 чёрная пешка · c5 чёрная пешка · d5 чёрный конь · c4 белый слон · b3 белая пешка · d3 белая пешка · f3 белый конь · a2 белая пешка · c2 белая пешка · d2 белый конь · f2 белая пешка · g2 белая пешка · h2 белая пешка · a1 белая ладья · c1 белый слон · d1 белый ферзь · e1 белая ладья · g1 белый король | 5 |
| 4 | a8 чёрная ладья · b8 чёрный конь · c8 чёрный слон · d8 чёрный ферзь · f8 чёрная ладья · g8 чёрный король · a7 чёрная пешка · b7 чёрная пешка · f7 чёрная пешка · g7 чёрная пешка · h7 чёрная пешка · d6 чёрный слон · e6 чёрная пешка · c5 чёрная пешка · d5 чёрный конь · c4 белый слон · b3 белая пешка · d3 белая пешка · f3 белый конь · a2 белая пешка · c2 белая пешка · d2 белый конь · f2 белая пешка · g2 белая пешка · h2 белая пешка · a1 белая ладья · c1 белый слон · d1 белый ферзь · e1 белая ладья · g1 белый король | a8 чёрная ладья · b8 чёрный конь · c8 чёрный слон · d8 чёрный ферзь · f8 чёрная ладья · g8 чёрный король · a7 чёрная пешка · b7 чёрная пешка · f7 чёрная пешка · g7 чёрная пешка · h7 чёрная пешка · d6 чёрный слон · e6 чёрная пешка · c5 чёрная пешка · d5 чёрный конь · c4 белый слон · b3 белая пешка · d3 белая пешка · f3 белый конь · a2 белая пешка · c2 белая пешка · d2 белый конь · f2 белая пешка · g2 белая пешка · h2 белая пешка · a1 белая ладья · c1 белый слон · d1 белый ферзь · e1 белая ладья · g1 белый король | a8 чёрная ладья · b8 чёрный конь · c8 чёрный слон · d8 чёрный ферзь · f8 чёрная ладья · g8 чёрный король · a7 чёрная пешка · b7 чёрная пешка · f7 чёрная пешка · g7 чёрная пешка · h7 чёрная пешка · d6 чёрный слон · e6 чёрная пешка · c5 чёрная пешка · d5 чёрный конь · c4 белый слон · b3 белая пешка · d3 белая пешка · f3 белый конь · a2 белая пешка · c2 белая пешка · d2 белый конь · f2 белая пешка · g2 белая пешка · h2 белая пешка · a1 белая ладья · c1 белый слон · d1 белый ферзь · e1 белая ладья · g1 белый король | a8 чёрная ладья · b8 чёрный конь · c8 чёрный слон · d8 чёрный ферзь · f8 чёрная ладья · g8 чёрный король · a7 чёрная пешка · b7 чёрная пешка · f7 чёрная пешка · g7 чёрная пешка · h7 чёрная пешка · d6 чёрный слон · e6 чёрная пешка · c5 чёрная пешка · d5 чёрный конь · c4 белый слон · b3 белая пешка · d3 белая пешка · f3 белый конь · a2 белая пешка · c2 белая пешка · d2 белый конь · f2 белая пешка · g2 белая пешка · h2 белая пешка · a1 белая ладья · c1 белый слон · d1 белый ферзь · e1 белая ладья · g1 белый король | a8 чёрная ладья · b8 чёрный конь · c8 чёрный слон · d8 чёрный ферзь · f8 чёрная ладья · g8 чёрный король · a7 чёрная пешка · b7 чёрная пешка · f7 чёрная пешка · g7 чёрная пешка · h7 чёрная пешка · d6 чёрный слон · e6 чёрная пешка · c5 чёрная пешка · d5 чёрный конь · c4 белый слон · b3 белая пешка · d3 белая пешка · f3 белый конь · a2 белая пешка · c2 белая пешка · d2 белый конь · f2 белая пешка · g2 белая пешка · h2 белая пешка · a1 белая ладья · c1 белый слон · d1 белый ферзь · e1 белая ладья · g1 белый король | a8 чёрная ладья · b8 чёрный конь · c8 чёрный слон · d8 чёрный ферзь · f8 чёрная ладья · g8 чёрный король · a7 чёрная пешка · b7 чёрная пешка · f7 чёрная пешка · g7 чёрная пешка · h7 чёрная пешка · d6 чёрный слон · e6 чёрная пешка · c5 чёрная пешка · d5 чёрный конь · c4 белый слон · b3 белая пешка · d3 белая пешка · f3 белый конь · a2 белая пешка · c2 белая пешка · d2 белый конь · f2 белая пешка · g2 белая пешка · h2 белая пешка · a1 белая ладья · c1 белый слон · d1 белый ферзь · e1 белая ладья · g1 белый король | a8 чёрная ладья · b8 чёрный конь · c8 чёрный слон · d8 чёрный ферзь · f8 чёрная ладья · g8 чёрный король · a7 чёрная пешка · b7 чёрная пешка · f7 чёрная пешка · g7 чёрная пешка · h7 чёрная пешка · d6 чёрный слон · e6 чёрная пешка · c5 чёрная пешка · d5 чёрный конь · c4 белый слон · b3 белая пешка · d3 белая пешка · f3 белый конь · a2 белая пешка · c2 белая пешка · d2 белый конь · f2 белая пешка · g2 белая пешка · h2 белая пешка · a1 белая ладья · c1 белый слон · d1 белый ферзь · e1 белая ладья · g1 белый король | a8 чёрная ладья · b8 чёрный конь · c8 чёрный слон · d8 чёрный ферзь · f8 чёрная ладья · g8 чёрный король · a7 чёрная пешка · b7 чёрная пешка · f7 чёрная пешка · g7 чёрная пешка · h7 чёрная пешка · d6 чёрный слон · e6 чёрная пешка · c5 чёрная пешка · d5 чёрный конь · c4 белый слон · b3 белая пешка · d3 белая пешка · f3 белый конь · a2 белая пешка · c2 белая пешка · d2 белый конь · f2 белая пешка · g2 белая пешка · h2 белая пешка · a1 белая ладья · c1 белый слон · d1 белый ферзь · e1 белая ладья · g1 белый король | 4 |
| 3 | a8 чёрная ладья · b8 чёрный конь · c8 чёрный слон · d8 чёрный ферзь · f8 чёрная ладья · g8 чёрный король · a7 чёрная пешка · b7 чёрная пешка · f7 чёрная пешка · g7 чёрная пешка · h7 чёрная пешка · d6 чёрный слон · e6 чёрная пешка · c5 чёрная пешка · d5 чёрный конь · c4 белый слон · b3 белая пешка · d3 белая пешка · f3 белый конь · a2 белая пешка · c2 белая пешка · d2 белый конь · f2 белая пешка · g2 белая пешка · h2 белая пешка · a1 белая ладья · c1 белый слон · d1 белый ферзь · e1 белая ладья · g1 белый король | a8 чёрная ладья · b8 чёрный конь · c8 чёрный слон · d8 чёрный ферзь · f8 чёрная ладья · g8 чёрный король · a7 чёрная пешка · b7 чёрная пешка · f7 чёрная пешка · g7 чёрная пешка · h7 чёрная пешка · d6 чёрный слон · e6 чёрная пешка · c5 чёрная пешка · d5 чёрный конь · c4 белый слон · b3 белая пешка · d3 белая пешка · f3 белый конь · a2 белая пешка · c2 белая пешка · d2 белый конь · f2 белая пешка · g2 белая пешка · h2 белая пешка · a1 белая ладья · c1 белый слон · d1 белый ферзь · e1 белая ладья · g1 белый король | a8 чёрная ладья · b8 чёрный конь · c8 чёрный слон · d8 чёрный ферзь · f8 чёрная ладья · g8 чёрный король · a7 чёрная пешка · b7 чёрная пешка · f7 чёрная пешка · g7 чёрная пешка · h7 чёрная пешка · d6 чёрный слон · e6 чёрная пешка · c5 чёрная пешка · d5 чёрный конь · c4 белый слон · b3 белая пешка · d3 белая пешка · f3 белый конь · a2 белая пешка · c2 белая пешка · d2 белый конь · f2 белая пешка · g2 белая пешка · h2 белая пешка · a1 белая ладья · c1 белый слон · d1 белый ферзь · e1 белая ладья · g1 белый король | a8 чёрная ладья · b8 чёрный конь · c8 чёрный слон · d8 чёрный ферзь · f8 чёрная ладья · g8 чёрный король · a7 чёрная пешка · b7 чёрная пешка · f7 чёрная пешка · g7 чёрная пешка · h7 чёрная пешка · d6 чёрный слон · e6 чёрная пешка · c5 чёрная пешка · d5 чёрный конь · c4 белый слон · b3 белая пешка · d3 белая пешка · f3 белый конь · a2 белая пешка · c2 белая пешка · d2 белый конь · f2 белая пешка · g2 белая пешка · h2 белая пешка · a1 белая ладья · c1 белый слон · d1 белый ферзь · e1 белая ладья · g1 белый король | a8 чёрная ладья · b8 чёрный конь · c8 чёрный слон · d8 чёрный ферзь · f8 чёрная ладья · g8 чёрный король · a7 чёрная пешка · b7 чёрная пешка · f7 чёрная пешка · g7 чёрная пешка · h7 чёрная пешка · d6 чёрный слон · e6 чёрная пешка · c5 чёрная пешка · d5 чёрный конь · c4 белый слон · b3 белая пешка · d3 белая пешка · f3 белый конь · a2 белая пешка · c2 белая пешка · d2 белый конь · f2 белая пешка · g2 белая пешка · h2 белая пешка · a1 белая ладья · c1 белый слон · d1 белый ферзь · e1 белая ладья · g1 белый король | a8 чёрная ладья · b8 чёрный конь · c8 чёрный слон · d8 чёрный ферзь · f8 чёрная ладья · g8 чёрный король · a7 чёрная пешка · b7 чёрная пешка · f7 чёрная пешка · g7 чёрная пешка · h7 чёрная пешка · d6 чёрный слон · e6 чёрная пешка · c5 чёрная пешка · d5 чёрный конь · c4 белый слон · b3 белая пешка · d3 белая пешка · f3 белый конь · a2 белая пешка · c2 белая пешка · d2 белый конь · f2 белая пешка · g2 белая пешка · h2 белая пешка · a1 белая ладья · c1 белый слон · d1 белый ферзь · e1 белая ладья · g1 белый король | a8 чёрная ладья · b8 чёрный конь · c8 чёрный слон · d8 чёрный ферзь · f8 чёрная ладья · g8 чёрный король · a7 чёрная пешка · b7 чёрная пешка · f7 чёрная пешка · g7 чёрная пешка · h7 чёрная пешка · d6 чёрный слон · e6 чёрная пешка · c5 чёрная пешка · d5 чёрный конь · c4 белый слон · b3 белая пешка · d3 белая пешка · f3 белый конь · a2 белая пешка · c2 белая пешка · d2 белый конь · f2 белая пешка · g2 белая пешка · h2 белая пешка · a1 белая ладья · c1 белый слон · d1 белый ферзь · e1 белая ладья · g1 белый король | a8 чёрная ладья · b8 чёрный конь · c8 чёрный слон · d8 чёрный ферзь · f8 чёрная ладья · g8 чёрный король · a7 чёрная пешка · b7 чёрная пешка · f7 чёрная пешка · g7 чёрная пешка · h7 чёрная пешка · d6 чёрный слон · e6 чёрная пешка · c5 чёрная пешка · d5 чёрный конь · c4 белый слон · b3 белая пешка · d3 белая пешка · f3 белый конь · a2 белая пешка · c2 белая пешка · d2 белый конь · f2 белая пешка · g2 белая пешка · h2 белая пешка · a1 белая ладья · c1 белый слон · d1 белый ферзь · e1 белая ладья · g1 белый король | 3 |
| 2 | a8 чёрная ладья · b8 чёрный конь · c8 чёрный слон · d8 чёрный ферзь · f8 чёрная ладья · g8 чёрный король · a7 чёрная пешка · b7 чёрная пешка · f7 чёрная пешка · g7 чёрная пешка · h7 чёрная пешка · d6 чёрный слон · e6 чёрная пешка · c5 чёрная пешка · d5 чёрный конь · c4 белый слон · b3 белая пешка · d3 белая пешка · f3 белый конь · a2 белая пешка · c2 белая пешка · d2 белый конь · f2 белая пешка · g2 белая пешка · h2 белая пешка · a1 белая ладья · c1 белый слон · d1 белый ферзь · e1 белая ладья · g1 белый король | a8 чёрная ладья · b8 чёрный конь · c8 чёрный слон · d8 чёрный ферзь · f8 чёрная ладья · g8 чёрный король · a7 чёрная пешка · b7 чёрная пешка · f7 чёрная пешка · g7 чёрная пешка · h7 чёрная пешка · d6 чёрный слон · e6 чёрная пешка · c5 чёрная пешка · d5 чёрный конь · c4 белый слон · b3 белая пешка · d3 белая пешка · f3 белый конь · a2 белая пешка · c2 белая пешка · d2 белый конь · f2 белая пешка · g2 белая пешка · h2 белая пешка · a1 белая ладья · c1 белый слон · d1 белый ферзь · e1 белая ладья · g1 белый король | a8 чёрная ладья · b8 чёрный конь · c8 чёрный слон · d8 чёрный ферзь · f8 чёрная ладья · g8 чёрный король · a7 чёрная пешка · b7 чёрная пешка · f7 чёрная пешка · g7 чёрная пешка · h7 чёрная пешка · d6 чёрный слон · e6 чёрная пешка · c5 чёрная пешка · d5 чёрный конь · c4 белый слон · b3 белая пешка · d3 белая пешка · f3 белый конь · a2 белая пешка · c2 белая пешка · d2 белый конь · f2 белая пешка · g2 белая пешка · h2 белая пешка · a1 белая ладья · c1 белый слон · d1 белый ферзь · e1 белая ладья · g1 белый король | a8 чёрная ладья · b8 чёрный конь · c8 чёрный слон · d8 чёрный ферзь · f8 чёрная ладья · g8 чёрный король · a7 чёрная пешка · b7 чёрная пешка · f7 чёрная пешка · g7 чёрная пешка · h7 чёрная пешка · d6 чёрный слон · e6 чёрная пешка · c5 чёрная пешка · d5 чёрный конь · c4 белый слон · b3 белая пешка · d3 белая пешка · f3 белый конь · a2 белая пешка · c2 белая пешка · d2 белый конь · f2 белая пешка · g2 белая пешка · h2 белая пешка · a1 белая ладья · c1 белый слон · d1 белый ферзь · e1 белая ладья · g1 белый король | a8 чёрная ладья · b8 чёрный конь · c8 чёрный слон · d8 чёрный ферзь · f8 чёрная ладья · g8 чёрный король · a7 чёрная пешка · b7 чёрная пешка · f7 чёрная пешка · g7 чёрная пешка · h7 чёрная пешка · d6 чёрный слон · e6 чёрная пешка · c5 чёрная пешка · d5 чёрный конь · c4 белый слон · b3 белая пешка · d3 белая пешка · f3 белый конь · a2 белая пешка · c2 белая пешка · d2 белый конь · f2 белая пешка · g2 белая пешка · h2 белая пешка · a1 белая ладья · c1 белый слон · d1 белый ферзь · e1 белая ладья · g1 белый король | a8 чёрная ладья · b8 чёрный конь · c8 чёрный слон · d8 чёрный ферзь · f8 чёрная ладья · g8 чёрный король · a7 чёрная пешка · b7 чёрная пешка · f7 чёрная пешка · g7 чёрная пешка · h7 чёрная пешка · d6 чёрный слон · e6 чёрная пешка · c5 чёрная пешка · d5 чёрный конь · c4 белый слон · b3 белая пешка · d3 белая пешка · f3 белый конь · a2 белая пешка · c2 белая пешка · d2 белый конь · f2 белая пешка · g2 белая пешка · h2 белая пешка · a1 белая ладья · c1 белый слон · d1 белый ферзь · e1 белая ладья · g1 белый король | a8 чёрная ладья · b8 чёрный конь · c8 чёрный слон · d8 чёрный ферзь · f8 чёрная ладья · g8 чёрный король · a7 чёрная пешка · b7 чёрная пешка · f7 чёрная пешка · g7 чёрная пешка · h7 чёрная пешка · d6 чёрный слон · e6 чёрная пешка · c5 чёрная пешка · d5 чёрный конь · c4 белый слон · b3 белая пешка · d3 белая пешка · f3 белый конь · a2 белая пешка · c2 белая пешка · d2 белый конь · f2 белая пешка · g2 белая пешка · h2 белая пешка · a1 белая ладья · c1 белый слон · d1 белый ферзь · e1 белая ладья · g1 белый король | a8 чёрная ладья · b8 чёрный конь · c8 чёрный слон · d8 чёрный ферзь · f8 чёрная ладья · g8 чёрный король · a7 чёрная пешка · b7 чёрная пешка · f7 чёрная пешка · g7 чёрная пешка · h7 чёрная пешка · d6 чёрный слон · e6 чёрная пешка · c5 чёрная пешка · d5 чёрный конь · c4 белый слон · b3 белая пешка · d3 белая пешка · f3 белый конь · a2 белая пешка · c2 белая пешка · d2 белый конь · f2 белая пешка · g2 белая пешка · h2 белая пешка · a1 белая ладья · c1 белый слон · d1 белый ферзь · e1 белая ладья · g1 белый король | 2 |
| 1 | a8 чёрная ладья · b8 чёрный конь · c8 чёрный слон · d8 чёрный ферзь · f8 чёрная ладья · g8 чёрный король · a7 чёрная пешка · b7 чёрная пешка · f7 чёрная пешка · g7 чёрная пешка · h7 чёрная пешка · d6 чёрный слон · e6 чёрная пешка · c5 чёрная пешка · d5 чёрный конь · c4 белый слон · b3 белая пешка · d3 белая пешка · f3 белый конь · a2 белая пешка · c2 белая пешка · d2 белый конь · f2 белая пешка · g2 белая пешка · h2 белая пешка · a1 белая ладья · c1 белый слон · d1 белый ферзь · e1 белая ладья · g1 белый король | a8 чёрная ладья · b8 чёрный конь · c8 чёрный слон · d8 чёрный ферзь · f8 чёрная ладья · g8 чёрный король · a7 чёрная пешка · b7 чёрная пешка · f7 чёрная пешка · g7 чёрная пешка · h7 чёрная пешка · d6 чёрный слон · e6 чёрная пешка · c5 чёрная пешка · d5 чёрный конь · c4 белый слон · b3 белая пешка · d3 белая пешка · f3 белый конь · a2 белая пешка · c2 белая пешка · d2 белый конь · f2 белая пешка · g2 белая пешка · h2 белая пешка · a1 белая ладья · c1 белый слон · d1 белый ферзь · e1 белая ладья · g1 белый король | a8 чёрная ладья · b8 чёрный конь · c8 чёрный слон · d8 чёрный ферзь · f8 чёрная ладья · g8 чёрный король · a7 чёрная пешка · b7 чёрная пешка · f7 чёрная пешка · g7 чёрная пешка · h7 чёрная пешка · d6 чёрный слон · e6 чёрная пешка · c5 чёрная пешка · d5 чёрный конь · c4 белый слон · b3 белая пешка · d3 белая пешка · f3 белый конь · a2 белая пешка · c2 белая пешка · d2 белый конь · f2 белая пешка · g2 белая пешка · h2 белая пешка · a1 белая ладья · c1 белый слон · d1 белый ферзь · e1 белая ладья · g1 белый король | a8 чёрная ладья · b8 чёрный конь · c8 чёрный слон · d8 чёрный ферзь · f8 чёрная ладья · g8 чёрный король · a7 чёрная пешка · b7 чёрная пешка · f7 чёрная пешка · g7 чёрная пешка · h7 чёрная пешка · d6 чёрный слон · e6 чёрная пешка · c5 чёрная пешка · d5 чёрный конь · c4 белый слон · b3 белая пешка · d3 белая пешка · f3 белый конь · a2 белая пешка · c2 белая пешка · d2 белый конь · f2 белая пешка · g2 белая пешка · h2 белая пешка · a1 белая ладья · c1 белый слон · d1 белый ферзь · e1 белая ладья · g1 белый король | a8 чёрная ладья · b8 чёрный конь · c8 чёрный слон · d8 чёрный ферзь · f8 чёрная ладья · g8 чёрный король · a7 чёрная пешка · b7 чёрная пешка · f7 чёрная пешка · g7 чёрная пешка · h7 чёрная пешка · d6 чёрный слон · e6 чёрная пешка · c5 чёрная пешка · d5 чёрный конь · c4 белый слон · b3 белая пешка · d3 белая пешка · f3 белый конь · a2 белая пешка · c2 белая пешка · d2 белый конь · f2 белая пешка · g2 белая пешка · h2 белая пешка · a1 белая ладья · c1 белый слон · d1 белый ферзь · e1 белая ладья · g1 белый король | a8 чёрная ладья · b8 чёрный конь · c8 чёрный слон · d8 чёрный ферзь · f8 чёрная ладья · g8 чёрный король · a7 чёрная пешка · b7 чёрная пешка · f7 чёрная пешка · g7 чёрная пешка · h7 чёрная пешка · d6 чёрный слон · e6 чёрная пешка · c5 чёрная пешка · d5 чёрный конь · c4 белый слон · b3 белая пешка · d3 белая пешка · f3 белый конь · a2 белая пешка · c2 белая пешка · d2 белый конь · f2 белая пешка · g2 белая пешка · h2 белая пешка · a1 белая ладья · c1 белый слон · d1 белый ферзь · e1 белая ладья · g1 белый король | a8 чёрная ладья · b8 чёрный конь · c8 чёрный слон · d8 чёрный ферзь · f8 чёрная ладья · g8 чёрный король · a7 чёрная пешка · b7 чёрная пешка · f7 чёрная пешка · g7 чёрная пешка · h7 чёрная пешка · d6 чёрный слон · e6 чёрная пешка · c5 чёрная пешка · d5 чёрный конь · c4 белый слон · b3 белая пешка · d3 белая пешка · f3 белый конь · a2 белая пешка · c2 белая пешка · d2 белый конь · f2 белая пешка · g2 белая пешка · h2 белая пешка · a1 белая ладья · c1 белый слон · d1 белый ферзь · e1 белая ладья · g1 белый король | a8 чёрная ладья · b8 чёрный конь · c8 чёрный слон · d8 чёрный ферзь · f8 чёрная ладья · g8 чёрный король · a7 чёрная пешка · b7 чёрная пешка · f7 чёрная пешка · g7 чёрная пешка · h7 чёрная пешка · d6 чёрный слон · e6 чёрная пешка · c5 чёрная пешка · d5 чёрный конь · c4 белый слон · b3 белая пешка · d3 белая пешка · f3 белый конь · a2 белая пешка · c2 белая пешка · d2 белый конь · f2 белая пешка · g2 белая пешка · h2 белая пешка · a1 белая ладья · c1 белый слон · d1 белый ферзь · e1 белая ладья · g1 белый король | 1 |
|   | a | b | c | d | e | f | g | h |   |

|   | a | b | c | d | e | f | g | h |   |
| - | --- | --- | --- | --- | --- | --- | --- | --- | - |
| 8 | e8 чёрный ферзь · f8 чёрный конь · a7 чёрная пешка · b7 чёрная пешка · g7 чёрная пешка · h7 чёрный король · b6 чёрный конь · d6 чёрная пешка · f6 чёрная пешка · h6 чёрная пешка · c5 чёрная пешка · d5 белая пешка · f5 белая пешка · g5 белая пешка · c4 белая пешка · f4 белая пешка · h4 белая пешка · a3 белая пешка · c3 белая пешка · d3 белый ферзь · c2 белый слон · f2 белый король · c1 белый слон | e8 чёрный ферзь · f8 чёрный конь · a7 чёрная пешка · b7 чёрная пешка · g7 чёрная пешка · h7 чёрный король · b6 чёрный конь · d6 чёрная пешка · f6 чёрная пешка · h6 чёрная пешка · c5 чёрная пешка · d5 белая пешка · f5 белая пешка · g5 белая пешка · c4 белая пешка · f4 белая пешка · h4 белая пешка · a3 белая пешка · c3 белая пешка · d3 белый ферзь · c2 белый слон · f2 белый король · c1 белый слон | e8 чёрный ферзь · f8 чёрный конь · a7 чёрная пешка · b7 чёрная пешка · g7 чёрная пешка · h7 чёрный король · b6 чёрный конь · d6 чёрная пешка · f6 чёрная пешка · h6 чёрная пешка · c5 чёрная пешка · d5 белая пешка · f5 белая пешка · g5 белая пешка · c4 белая пешка · f4 белая пешка · h4 белая пешка · a3 белая пешка · c3 белая пешка · d3 белый ферзь · c2 белый слон · f2 белый король · c1 белый слон | e8 чёрный ферзь · f8 чёрный конь · a7 чёрная пешка · b7 чёрная пешка · g7 чёрная пешка · h7 чёрный король · b6 чёрный конь · d6 чёрная пешка · f6 чёрная пешка · h6 чёрная пешка · c5 чёрная пешка · d5 белая пешка · f5 белая пешка · g5 белая пешка · c4 белая пешка · f4 белая пешка · h4 белая пешка · a3 белая пешка · c3 белая пешка · d3 белый ферзь · c2 белый слон · f2 белый король · c1 белый слон | e8 чёрный ферзь · f8 чёрный конь · a7 чёрная пешка · b7 чёрная пешка · g7 чёрная пешка · h7 чёрный король · b6 чёрный конь · d6 чёрная пешка · f6 чёрная пешка · h6 чёрная пешка · c5 чёрная пешка · d5 белая пешка · f5 белая пешка · g5 белая пешка · c4 белая пешка · f4 белая пешка · h4 белая пешка · a3 белая пешка · c3 белая пешка · d3 белый ферзь · c2 белый слон · f2 белый король · c1 белый слон | e8 чёрный ферзь · f8 чёрный конь · a7 чёрная пешка · b7 чёрная пешка · g7 чёрная пешка · h7 чёрный король · b6 чёрный конь · d6 чёрная пешка · f6 чёрная пешка · h6 чёрная пешка · c5 чёрная пешка · d5 белая пешка · f5 белая пешка · g5 белая пешка · c4 белая пешка · f4 белая пешка · h4 белая пешка · a3 белая пешка · c3 белая пешка · d3 белый ферзь · c2 белый слон · f2 белый король · c1 белый слон | e8 чёрный ферзь · f8 чёрный конь · a7 чёрная пешка · b7 чёрная пешка · g7 чёрная пешка · h7 чёрный король · b6 чёрный конь · d6 чёрная пешка · f6 чёрная пешка · h6 чёрная пешка · c5 чёрная пешка · d5 белая пешка · f5 белая пешка · g5 белая пешка · c4 белая пешка · f4 белая пешка · h4 белая пешка · a3 белая пешка · c3 белая пешка · d3 белый ферзь · c2 белый слон · f2 белый король · c1 белый слон | e8 чёрный ферзь · f8 чёрный конь · a7 чёрная пешка · b7 чёрная пешка · g7 чёрная пешка · h7 чёрный король · b6 чёрный конь · d6 чёрная пешка · f6 чёрная пешка · h6 чёрная пешка · c5 чёрная пешка · d5 белая пешка · f5 белая пешка · g5 белая пешка · c4 белая пешка · f4 белая пешка · h4 белая пешка · a3 белая пешка · c3 белая пешка · d3 белый ферзь · c2 белый слон · f2 белый король · c1 белый слон | 8 |
| 7 | e8 чёрный ферзь · f8 чёрный конь · a7 чёрная пешка · b7 чёрная пешка · g7 чёрная пешка · h7 чёрный король · b6 чёрный конь · d6 чёрная пешка · f6 чёрная пешка · h6 чёрная пешка · c5 чёрная пешка · d5 белая пешка · f5 белая пешка · g5 белая пешка · c4 белая пешка · f4 белая пешка · h4 белая пешка · a3 белая пешка · c3 белая пешка · d3 белый ферзь · c2 белый слон · f2 белый король · c1 белый слон | e8 чёрный ферзь · f8 чёрный конь · a7 чёрная пешка · b7 чёрная пешка · g7 чёрная пешка · h7 чёрный король · b6 чёрный конь · d6 чёрная пешка · f6 чёрная пешка · h6 чёрная пешка · c5 чёрная пешка · d5 белая пешка · f5 белая пешка · g5 белая пешка · c4 белая пешка · f4 белая пешка · h4 белая пешка · a3 белая пешка · c3 белая пешка · d3 белый ферзь · c2 белый слон · f2 белый король · c1 белый слон | e8 чёрный ферзь · f8 чёрный конь · a7 чёрная пешка · b7 чёрная пешка · g7 чёрная пешка · h7 чёрный король · b6 чёрный конь · d6 чёрная пешка · f6 чёрная пешка · h6 чёрная пешка · c5 чёрная пешка · d5 белая пешка · f5 белая пешка · g5 белая пешка · c4 белая пешка · f4 белая пешка · h4 белая пешка · a3 белая пешка · c3 белая пешка · d3 белый ферзь · c2 белый слон · f2 белый король · c1 белый слон | e8 чёрный ферзь · f8 чёрный конь · a7 чёрная пешка · b7 чёрная пешка · g7 чёрная пешка · h7 чёрный король · b6 чёрный конь · d6 чёрная пешка · f6 чёрная пешка · h6 чёрная пешка · c5 чёрная пешка · d5 белая пешка · f5 белая пешка · g5 белая пешка · c4 белая пешка · f4 белая пешка · h4 белая пешка · a3 белая пешка · c3 белая пешка · d3 белый ферзь · c2 белый слон · f2 белый король · c1 белый слон | e8 чёрный ферзь · f8 чёрный конь · a7 чёрная пешка · b7 чёрная пешка · g7 чёрная пешка · h7 чёрный король · b6 чёрный конь · d6 чёрная пешка · f6 чёрная пешка · h6 чёрная пешка · c5 чёрная пешка · d5 белая пешка · f5 белая пешка · g5 белая пешка · c4 белая пешка · f4 белая пешка · h4 белая пешка · a3 белая пешка · c3 белая пешка · d3 белый ферзь · c2 белый слон · f2 белый король · c1 белый слон | e8 чёрный ферзь · f8 чёрный конь · a7 чёрная пешка · b7 чёрная пешка · g7 чёрная пешка · h7 чёрный король · b6 чёрный конь · d6 чёрная пешка · f6 чёрная пешка · h6 чёрная пешка · c5 чёрная пешка · d5 белая пешка · f5 белая пешка · g5 белая пешка · c4 белая пешка · f4 белая пешка · h4 белая пешка · a3 белая пешка · c3 белая пешка · d3 белый ферзь · c2 белый слон · f2 белый король · c1 белый слон | e8 чёрный ферзь · f8 чёрный конь · a7 чёрная пешка · b7 чёрная пешка · g7 чёрная пешка · h7 чёрный король · b6 чёрный конь · d6 чёрная пешка · f6 чёрная пешка · h6 чёрная пешка · c5 чёрная пешка · d5 белая пешка · f5 белая пешка · g5 белая пешка · c4 белая пешка · f4 белая пешка · h4 белая пешка · a3 белая пешка · c3 белая пешка · d3 белый ферзь · c2 белый слон · f2 белый король · c1 белый слон | e8 чёрный ферзь · f8 чёрный конь · a7 чёрная пешка · b7 чёрная пешка · g7 чёрная пешка · h7 чёрный король · b6 чёрный конь · d6 чёрная пешка · f6 чёрная пешка · h6 чёрная пешка · c5 чёрная пешка · d5 белая пешка · f5 белая пешка · g5 белая пешка · c4 белая пешка · f4 белая пешка · h4 белая пешка · a3 белая пешка · c3 белая пешка · d3 белый ферзь · c2 белый слон · f2 белый король · c1 белый слон | 7 |
| 6 | e8 чёрный ферзь · f8 чёрный конь · a7 чёрная пешка · b7 чёрная пешка · g7 чёрная пешка · h7 чёрный король · b6 чёрный конь · d6 чёрная пешка · f6 чёрная пешка · h6 чёрная пешка · c5 чёрная пешка · d5 белая пешка · f5 белая пешка · g5 белая пешка · c4 белая пешка · f4 белая пешка · h4 белая пешка · a3 белая пешка · c3 белая пешка · d3 белый ферзь · c2 белый слон · f2 белый король · c1 белый слон | e8 чёрный ферзь · f8 чёрный конь · a7 чёрная пешка · b7 чёрная пешка · g7 чёрная пешка · h7 чёрный король · b6 чёрный конь · d6 чёрная пешка · f6 чёрная пешка · h6 чёрная пешка · c5 чёрная пешка · d5 белая пешка · f5 белая пешка · g5 белая пешка · c4 белая пешка · f4 белая пешка · h4 белая пешка · a3 белая пешка · c3 белая пешка · d3 белый ферзь · c2 белый слон · f2 белый король · c1 белый слон | e8 чёрный ферзь · f8 чёрный конь · a7 чёрная пешка · b7 чёрная пешка · g7 чёрная пешка · h7 чёрный король · b6 чёрный конь · d6 чёрная пешка · f6 чёрная пешка · h6 чёрная пешка · c5 чёрная пешка · d5 белая пешка · f5 белая пешка · g5 белая пешка · c4 белая пешка · f4 белая пешка · h4 белая пешка · a3 белая пешка · c3 белая пешка · d3 белый ферзь · c2 белый слон · f2 белый король · c1 белый слон | e8 чёрный ферзь · f8 чёрный конь · a7 чёрная пешка · b7 чёрная пешка · g7 чёрная пешка · h7 чёрный король · b6 чёрный конь · d6 чёрная пешка · f6 чёрная пешка · h6 чёрная пешка · c5 чёрная пешка · d5 белая пешка · f5 белая пешка · g5 белая пешка · c4 белая пешка · f4 белая пешка · h4 белая пешка · a3 белая пешка · c3 белая пешка · d3 белый ферзь · c2 белый слон · f2 белый король · c1 белый слон | e8 чёрный ферзь · f8 чёрный конь · a7 чёрная пешка · b7 чёрная пешка · g7 чёрная пешка · h7 чёрный король · b6 чёрный конь · d6 чёрная пешка · f6 чёрная пешка · h6 чёрная пешка · c5 чёрная пешка · d5 белая пешка · f5 белая пешка · g5 белая пешка · c4 белая пешка · f4 белая пешка · h4 белая пешка · a3 белая пешка · c3 белая пешка · d3 белый ферзь · c2 белый слон · f2 белый король · c1 белый слон | e8 чёрный ферзь · f8 чёрный конь · a7 чёрная пешка · b7 чёрная пешка · g7 чёрная пешка · h7 чёрный король · b6 чёрный конь · d6 чёрная пешка · f6 чёрная пешка · h6 чёрная пешка · c5 чёрная пешка · d5 белая пешка · f5 белая пешка · g5 белая пешка · c4 белая пешка · f4 белая пешка · h4 белая пешка · a3 белая пешка · c3 белая пешка · d3 белый ферзь · c2 белый слон · f2 белый король · c1 белый слон | e8 чёрный ферзь · f8 чёрный конь · a7 чёрная пешка · b7 чёрная пешка · g7 чёрная пешка · h7 чёрный король · b6 чёрный конь · d6 чёрная пешка · f6 чёрная пешка · h6 чёрная пешка · c5 чёрная пешка · d5 белая пешка · f5 белая пешка · g5 белая пешка · c4 белая пешка · f4 белая пешка · h4 белая пешка · a3 белая пешка · c3 белая пешка · d3 белый ферзь · c2 белый слон · f2 белый король · c1 белый слон | e8 чёрный ферзь · f8 чёрный конь · a7 чёрная пешка · b7 чёрная пешка · g7 чёрная пешка · h7 чёрный король · b6 чёрный конь · d6 чёрная пешка · f6 чёрная пешка · h6 чёрная пешка · c5 чёрная пешка · d5 белая пешка · f5 белая пешка · g5 белая пешка · c4 белая пешка · f4 белая пешка · h4 белая пешка · a3 белая пешка · c3 белая пешка · d3 белый ферзь · c2 белый слон · f2 белый король · c1 белый слон | 6 |
| 5 | e8 чёрный ферзь · f8 чёрный конь · a7 чёрная пешка · b7 чёрная пешка · g7 чёрная пешка · h7 чёрный король · b6 чёрный конь · d6 чёрная пешка · f6 чёрная пешка · h6 чёрная пешка · c5 чёрная пешка · d5 белая пешка · f5 белая пешка · g5 белая пешка · c4 белая пешка · f4 белая пешка · h4 белая пешка · a3 белая пешка · c3 белая пешка · d3 белый ферзь · c2 белый слон · f2 белый король · c1 белый слон | e8 чёрный ферзь · f8 чёрный конь · a7 чёрная пешка · b7 чёрная пешка · g7 чёрная пешка · h7 чёрный король · b6 чёрный конь · d6 чёрная пешка · f6 чёрная пешка · h6 чёрная пешка · c5 чёрная пешка · d5 белая пешка · f5 белая пешка · g5 белая пешка · c4 белая пешка · f4 белая пешка · h4 белая пешка · a3 белая пешка · c3 белая пешка · d3 белый ферзь · c2 белый слон · f2 белый король · c1 белый слон | e8 чёрный ферзь · f8 чёрный конь · a7 чёрная пешка · b7 чёрная пешка · g7 чёрная пешка · h7 чёрный король · b6 чёрный конь · d6 чёрная пешка · f6 чёрная пешка · h6 чёрная пешка · c5 чёрная пешка · d5 белая пешка · f5 белая пешка · g5 белая пешка · c4 белая пешка · f4 белая пешка · h4 белая пешка · a3 белая пешка · c3 белая пешка · d3 белый ферзь · c2 белый слон · f2 белый король · c1 белый слон | e8 чёрный ферзь · f8 чёрный конь · a7 чёрная пешка · b7 чёрная пешка · g7 чёрная пешка · h7 чёрный король · b6 чёрный конь · d6 чёрная пешка · f6 чёрная пешка · h6 чёрная пешка · c5 чёрная пешка · d5 белая пешка · f5 белая пешка · g5 белая пешка · c4 белая пешка · f4 белая пешка · h4 белая пешка · a3 белая пешка · c3 белая пешка · d3 белый ферзь · c2 белый слон · f2 белый король · c1 белый слон | e8 чёрный ферзь · f8 чёрный конь · a7 чёрная пешка · b7 чёрная пешка · g7 чёрная пешка · h7 чёрный король · b6 чёрный конь · d6 чёрная пешка · f6 чёрная пешка · h6 чёрная пешка · c5 чёрная пешка · d5 белая пешка · f5 белая пешка · g5 белая пешка · c4 белая пешка · f4 белая пешка · h4 белая пешка · a3 белая пешка · c3 белая пешка · d3 белый ферзь · c2 белый слон · f2 белый король · c1 белый слон | e8 чёрный ферзь · f8 чёрный конь · a7 чёрная пешка · b7 чёрная пешка · g7 чёрная пешка · h7 чёрный король · b6 чёрный конь · d6 чёрная пешка · f6 чёрная пешка · h6 чёрная пешка · c5 чёрная пешка · d5 белая пешка · f5 белая пешка · g5 белая пешка · c4 белая пешка · f4 белая пешка · h4 белая пешка · a3 белая пешка · c3 белая пешка · d3 белый ферзь · c2 белый слон · f2 белый король · c1 белый слон | e8 чёрный ферзь · f8 чёрный конь · a7 чёрная пешка · b7 чёрная пешка · g7 чёрная пешка · h7 чёрный король · b6 чёрный конь · d6 чёрная пешка · f6 чёрная пешка · h6 чёрная пешка · c5 чёрная пешка · d5 белая пешка · f5 белая пешка · g5 белая пешка · c4 белая пешка · f4 белая пешка · h4 белая пешка · a3 белая пешка · c3 белая пешка · d3 белый ферзь · c2 белый слон · f2 белый король · c1 белый слон | e8 чёрный ферзь · f8 чёрный конь · a7 чёрная пешка · b7 чёрная пешка · g7 чёрная пешка · h7 чёрный король · b6 чёрный конь · d6 чёрная пешка · f6 чёрная пешка · h6 чёрная пешка · c5 чёрная пешка · d5 белая пешка · f5 белая пешка · g5 белая пешка · c4 белая пешка · f4 белая пешка · h4 белая пешка · a3 белая пешка · c3 белая пешка · d3 белый ферзь · c2 белый слон · f2 белый король · c1 белый слон | 5 |
| 4 | e8 чёрный ферзь · f8 чёрный конь · a7 чёрная пешка · b7 чёрная пешка · g7 чёрная пешка · h7 чёрный король · b6 чёрный конь · d6 чёрная пешка · f6 чёрная пешка · h6 чёрная пешка · c5 чёрная пешка · d5 белая пешка · f5 белая пешка · g5 белая пешка · c4 белая пешка · f4 белая пешка · h4 белая пешка · a3 белая пешка · c3 белая пешка · d3 белый ферзь · c2 белый слон · f2 белый король · c1 белый слон | e8 чёрный ферзь · f8 чёрный конь · a7 чёрная пешка · b7 чёрная пешка · g7 чёрная пешка · h7 чёрный король · b6 чёрный конь · d6 чёрная пешка · f6 чёрная пешка · h6 чёрная пешка · c5 чёрная пешка · d5 белая пешка · f5 белая пешка · g5 белая пешка · c4 белая пешка · f4 белая пешка · h4 белая пешка · a3 белая пешка · c3 белая пешка · d3 белый ферзь · c2 белый слон · f2 белый король · c1 белый слон | e8 чёрный ферзь · f8 чёрный конь · a7 чёрная пешка · b7 чёрная пешка · g7 чёрная пешка · h7 чёрный король · b6 чёрный конь · d6 чёрная пешка · f6 чёрная пешка · h6 чёрная пешка · c5 чёрная пешка · d5 белая пешка · f5 белая пешка · g5 белая пешка · c4 белая пешка · f4 белая пешка · h4 белая пешка · a3 белая пешка · c3 белая пешка · d3 белый ферзь · c2 белый слон · f2 белый король · c1 белый слон | e8 чёрный ферзь · f8 чёрный конь · a7 чёрная пешка · b7 чёрная пешка · g7 чёрная пешка · h7 чёрный король · b6 чёрный конь · d6 чёрная пешка · f6 чёрная пешка · h6 чёрная пешка · c5 чёрная пешка · d5 белая пешка · f5 белая пешка · g5 белая пешка · c4 белая пешка · f4 белая пешка · h4 белая пешка · a3 белая пешка · c3 белая пешка · d3 белый ферзь · c2 белый слон · f2 белый король · c1 белый слон | e8 чёрный ферзь · f8 чёрный конь · a7 чёрная пешка · b7 чёрная пешка · g7 чёрная пешка · h7 чёрный король · b6 чёрный конь · d6 чёрная пешка · f6 чёрная пешка · h6 чёрная пешка · c5 чёрная пешка · d5 белая пешка · f5 белая пешка · g5 белая пешка · c4 белая пешка · f4 белая пешка · h4 белая пешка · a3 белая пешка · c3 белая пешка · d3 белый ферзь · c2 белый слон · f2 белый король · c1 белый слон | e8 чёрный ферзь · f8 чёрный конь · a7 чёрная пешка · b7 чёрная пешка · g7 чёрная пешка · h7 чёрный король · b6 чёрный конь · d6 чёрная пешка · f6 чёрная пешка · h6 чёрная пешка · c5 чёрная пешка · d5 белая пешка · f5 белая пешка · g5 белая пешка · c4 белая пешка · f4 белая пешка · h4 белая пешка · a3 белая пешка · c3 белая пешка · d3 белый ферзь · c2 белый слон · f2 белый король · c1 белый слон | e8 чёрный ферзь · f8 чёрный конь · a7 чёрная пешка · b7 чёрная пешка · g7 чёрная пешка · h7 чёрный король · b6 чёрный конь · d6 чёрная пешка · f6 чёрная пешка · h6 чёрная пешка · c5 чёрная пешка · d5 белая пешка · f5 белая пешка · g5 белая пешка · c4 белая пешка · f4 белая пешка · h4 белая пешка · a3 белая пешка · c3 белая пешка · d3 белый ферзь · c2 белый слон · f2 белый король · c1 белый слон | e8 чёрный ферзь · f8 чёрный конь · a7 чёрная пешка · b7 чёрная пешка · g7 чёрная пешка · h7 чёрный король · b6 чёрный конь · d6 чёрная пешка · f6 чёрная пешка · h6 чёрная пешка · c5 чёрная пешка · d5 белая пешка · f5 белая пешка · g5 белая пешка · c4 белая пешка · f4 белая пешка · h4 белая пешка · a3 белая пешка · c3 белая пешка · d3 белый ферзь · c2 белый слон · f2 белый король · c1 белый слон | 4 |
| 3 | e8 чёрный ферзь · f8 чёрный конь · a7 чёрная пешка · b7 чёрная пешка · g7 чёрная пешка · h7 чёрный король · b6 чёрный конь · d6 чёрная пешка · f6 чёрная пешка · h6 чёрная пешка · c5 чёрная пешка · d5 белая пешка · f5 белая пешка · g5 белая пешка · c4 белая пешка · f4 белая пешка · h4 белая пешка · a3 белая пешка · c3 белая пешка · d3 белый ферзь · c2 белый слон · f2 белый король · c1 белый слон | e8 чёрный ферзь · f8 чёрный конь · a7 чёрная пешка · b7 чёрная пешка · g7 чёрная пешка · h7 чёрный король · b6 чёрный конь · d6 чёрная пешка · f6 чёрная пешка · h6 чёрная пешка · c5 чёрная пешка · d5 белая пешка · f5 белая пешка · g5 белая пешка · c4 белая пешка · f4 белая пешка · h4 белая пешка · a3 белая пешка · c3 белая пешка · d3 белый ферзь · c2 белый слон · f2 белый король · c1 белый слон | e8 чёрный ферзь · f8 чёрный конь · a7 чёрная пешка · b7 чёрная пешка · g7 чёрная пешка · h7 чёрный король · b6 чёрный конь · d6 чёрная пешка · f6 чёрная пешка · h6 чёрная пешка · c5 чёрная пешка · d5 белая пешка · f5 белая пешка · g5 белая пешка · c4 белая пешка · f4 белая пешка · h4 белая пешка · a3 белая пешка · c3 белая пешка · d3 белый ферзь · c2 белый слон · f2 белый король · c1 белый слон | e8 чёрный ферзь · f8 чёрный конь · a7 чёрная пешка · b7 чёрная пешка · g7 чёрная пешка · h7 чёрный король · b6 чёрный конь · d6 чёрная пешка · f6 чёрная пешка · h6 чёрная пешка · c5 чёрная пешка · d5 белая пешка · f5 белая пешка · g5 белая пешка · c4 белая пешка · f4 белая пешка · h4 белая пешка · a3 белая пешка · c3 белая пешка · d3 белый ферзь · c2 белый слон · f2 белый король · c1 белый слон | e8 чёрный ферзь · f8 чёрный конь · a7 чёрная пешка · b7 чёрная пешка · g7 чёрная пешка · h7 чёрный король · b6 чёрный конь · d6 чёрная пешка · f6 чёрная пешка · h6 чёрная пешка · c5 чёрная пешка · d5 белая пешка · f5 белая пешка · g5 белая пешка · c4 белая пешка · f4 белая пешка · h4 белая пешка · a3 белая пешка · c3 белая пешка · d3 белый ферзь · c2 белый слон · f2 белый король · c1 белый слон | e8 чёрный ферзь · f8 чёрный конь · a7 чёрная пешка · b7 чёрная пешка · g7 чёрная пешка · h7 чёрный король · b6 чёрный конь · d6 чёрная пешка · f6 чёрная пешка · h6 чёрная пешка · c5 чёрная пешка · d5 белая пешка · f5 белая пешка · g5 белая пешка · c4 белая пешка · f4 белая пешка · h4 белая пешка · a3 белая пешка · c3 белая пешка · d3 белый ферзь · c2 белый слон · f2 белый король · c1 белый слон | e8 чёрный ферзь · f8 чёрный конь · a7 чёрная пешка · b7 чёрная пешка · g7 чёрная пешка · h7 чёрный король · b6 чёрный конь · d6 чёрная пешка · f6 чёрная пешка · h6 чёрная пешка · c5 чёрная пешка · d5 белая пешка · f5 белая пешка · g5 белая пешка · c4 белая пешка · f4 белая пешка · h4 белая пешка · a3 белая пешка · c3 белая пешка · d3 белый ферзь · c2 белый слон · f2 белый король · c1 белый слон | e8 чёрный ферзь · f8 чёрный конь · a7 чёрная пешка · b7 чёрная пешка · g7 чёрная пешка · h7 чёрный король · b6 чёрный конь · d6 чёрная пешка · f6 чёрная пешка · h6 чёрная пешка · c5 чёрная пешка · d5 белая пешка · f5 белая пешка · g5 белая пешка · c4 белая пешка · f4 белая пешка · h4 белая пешка · a3 белая пешка · c3 белая пешка · d3 белый ферзь · c2 белый слон · f2 белый король · c1 белый слон | 3 |
| 2 | e8 чёрный ферзь · f8 чёрный конь · a7 чёрная пешка · b7 чёрная пешка · g7 чёрная пешка · h7 чёрный король · b6 чёрный конь · d6 чёрная пешка · f6 чёрная пешка · h6 чёрная пешка · c5 чёрная пешка · d5 белая пешка · f5 белая пешка · g5 белая пешка · c4 белая пешка · f4 белая пешка · h4 белая пешка · a3 белая пешка · c3 белая пешка · d3 белый ферзь · c2 белый слон · f2 белый король · c1 белый слон | e8 чёрный ферзь · f8 чёрный конь · a7 чёрная пешка · b7 чёрная пешка · g7 чёрная пешка · h7 чёрный король · b6 чёрный конь · d6 чёрная пешка · f6 чёрная пешка · h6 чёрная пешка · c5 чёрная пешка · d5 белая пешка · f5 белая пешка · g5 белая пешка · c4 белая пешка · f4 белая пешка · h4 белая пешка · a3 белая пешка · c3 белая пешка · d3 белый ферзь · c2 белый слон · f2 белый король · c1 белый слон | e8 чёрный ферзь · f8 чёрный конь · a7 чёрная пешка · b7 чёрная пешка · g7 чёрная пешка · h7 чёрный король · b6 чёрный конь · d6 чёрная пешка · f6 чёрная пешка · h6 чёрная пешка · c5 чёрная пешка · d5 белая пешка · f5 белая пешка · g5 белая пешка · c4 белая пешка · f4 белая пешка · h4 белая пешка · a3 белая пешка · c3 белая пешка · d3 белый ферзь · c2 белый слон · f2 белый король · c1 белый слон | e8 чёрный ферзь · f8 чёрный конь · a7 чёрная пешка · b7 чёрная пешка · g7 чёрная пешка · h7 чёрный король · b6 чёрный конь · d6 чёрная пешка · f6 чёрная пешка · h6 чёрная пешка · c5 чёрная пешка · d5 белая пешка · f5 белая пешка · g5 белая пешка · c4 белая пешка · f4 белая пешка · h4 белая пешка · a3 белая пешка · c3 белая пешка · d3 белый ферзь · c2 белый слон · f2 белый король · c1 белый слон | e8 чёрный ферзь · f8 чёрный конь · a7 чёрная пешка · b7 чёрная пешка · g7 чёрная пешка · h7 чёрный король · b6 чёрный конь · d6 чёрная пешка · f6 чёрная пешка · h6 чёрная пешка · c5 чёрная пешка · d5 белая пешка · f5 белая пешка · g5 белая пешка · c4 белая пешка · f4 белая пешка · h4 белая пешка · a3 белая пешка · c3 белая пешка · d3 белый ферзь · c2 белый слон · f2 белый король · c1 белый слон | e8 чёрный ферзь · f8 чёрный конь · a7 чёрная пешка · b7 чёрная пешка · g7 чёрная пешка · h7 чёрный король · b6 чёрный конь · d6 чёрная пешка · f6 чёрная пешка · h6 чёрная пешка · c5 чёрная пешка · d5 белая пешка · f5 белая пешка · g5 белая пешка · c4 белая пешка · f4 белая пешка · h4 белая пешка · a3 белая пешка · c3 белая пешка · d3 белый ферзь · c2 белый слон · f2 белый король · c1 белый слон | e8 чёрный ферзь · f8 чёрный конь · a7 чёрная пешка · b7 чёрная пешка · g7 чёрная пешка · h7 чёрный король · b6 чёрный конь · d6 чёрная пешка · f6 чёрная пешка · h6 чёрная пешка · c5 чёрная пешка · d5 белая пешка · f5 белая пешка · g5 белая пешка · c4 белая пешка · f4 белая пешка · h4 белая пешка · a3 белая пешка · c3 белая пешка · d3 белый ферзь · c2 белый слон · f2 белый король · c1 белый слон | e8 чёрный ферзь · f8 чёрный конь · a7 чёрная пешка · b7 чёрная пешка · g7 чёрная пешка · h7 чёрный король · b6 чёрный конь · d6 чёрная пешка · f6 чёрная пешка · h6 чёрная пешка · c5 чёрная пешка · d5 белая пешка · f5 белая пешка · g5 белая пешка · c4 белая пешка · f4 белая пешка · h4 белая пешка · a3 белая пешка · c3 белая пешка · d3 белый ферзь · c2 белый слон · f2 белый король · c1 белый слон | 2 |
| 1 | e8 чёрный ферзь · f8 чёрный конь · a7 чёрная пешка · b7 чёрная пешка · g7 чёрная пешка · h7 чёрный король · b6 чёрный конь · d6 чёрная пешка · f6 чёрная пешка · h6 чёрная пешка · c5 чёрная пешка · d5 белая пешка · f5 белая пешка · g5 белая пешка · c4 белая пешка · f4 белая пешка · h4 белая пешка · a3 белая пешка · c3 белая пешка · d3 белый ферзь · c2 белый слон · f2 белый король · c1 белый слон | e8 чёрный ферзь · f8 чёрный конь · a7 чёрная пешка · b7 чёрная пешка · g7 чёрная пешка · h7 чёрный король · b6 чёрный конь · d6 чёрная пешка · f6 чёрная пешка · h6 чёрная пешка · c5 чёрная пешка · d5 белая пешка · f5 белая пешка · g5 белая пешка · c4 белая пешка · f4 белая пешка · h4 белая пешка · a3 белая пешка · c3 белая пешка · d3 белый ферзь · c2 белый слон · f2 белый король · c1 белый слон | e8 чёрный ферзь · f8 чёрный конь · a7 чёрная пешка · b7 чёрная пешка · g7 чёрная пешка · h7 чёрный король · b6 чёрный конь · d6 чёрная пешка · f6 чёрная пешка · h6 чёрная пешка · c5 чёрная пешка · d5 белая пешка · f5 белая пешка · g5 белая пешка · c4 белая пешка · f4 белая пешка · h4 белая пешка · a3 белая пешка · c3 белая пешка · d3 белый ферзь · c2 белый слон · f2 белый король · c1 белый слон | e8 чёрный ферзь · f8 чёрный конь · a7 чёрная пешка · b7 чёрная пешка · g7 чёрная пешка · h7 чёрный король · b6 чёрный конь · d6 чёрная пешка · f6 чёрная пешка · h6 чёрная пешка · c5 чёрная пешка · d5 белая пешка · f5 белая пешка · g5 белая пешка · c4 белая пешка · f4 белая пешка · h4 белая пешка · a3 белая пешка · c3 белая пешка · d3 белый ферзь · c2 белый слон · f2 белый король · c1 белый слон | e8 чёрный ферзь · f8 чёрный конь · a7 чёрная пешка · b7 чёрная пешка · g7 чёрная пешка · h7 чёрный король · b6 чёрный конь · d6 чёрная пешка · f6 чёрная пешка · h6 чёрная пешка · c5 чёрная пешка · d5 белая пешка · f5 белая пешка · g5 белая пешка · c4 белая пешка · f4 белая пешка · h4 белая пешка · a3 белая пешка · c3 белая пешка · d3 белый ферзь · c2 белый слон · f2 белый король · c1 белый слон | e8 чёрный ферзь · f8 чёрный конь · a7 чёрная пешка · b7 чёрная пешка · g7 чёрная пешка · h7 чёрный король · b6 чёрный конь · d6 чёрная пешка · f6 чёрная пешка · h6 чёрная пешка · c5 чёрная пешка · d5 белая пешка · f5 белая пешка · g5 белая пешка · c4 белая пешка · f4 белая пешка · h4 белая пешка · a3 белая пешка · c3 белая пешка · d3 белый ферзь · c2 белый слон · f2 белый король · c1 белый слон | e8 чёрный ферзь · f8 чёрный конь · a7 чёрная пешка · b7 чёрная пешка · g7 чёрная пешка · h7 чёрный король · b6 чёрный конь · d6 чёрная пешка · f6 чёрная пешка · h6 чёрная пешка · c5 чёрная пешка · d5 белая пешка · f5 белая пешка · g5 белая пешка · c4 белая пешка · f4 белая пешка · h4 белая пешка · a3 белая пешка · c3 белая пешка · d3 белый ферзь · c2 белый слон · f2 белый король · c1 белый слон | e8 чёрный ферзь · f8 чёрный конь · a7 чёрная пешка · b7 чёрная пешка · g7 чёрная пешка · h7 чёрный король · b6 чёрный конь · d6 чёрная пешка · f6 чёрная пешка · h6 чёрная пешка · c5 чёрная пешка · d5 белая пешка · f5 белая пешка · g5 белая пешка · c4 белая пешка · f4 белая пешка · h4 белая пешка · a3 белая пешка · c3 белая пешка · d3 белый ферзь · c2 белый слон · f2 белый король · c1 белый слон | 1 |
|   | a | b | c | d | e | f | g | h |   |

На диаграмме слева из-за стеснённого расположения ферзя, чтобы его выиграть, достаточно на него просто напасть. 9... Кс3.
В партии Шестоков — Берёзов 1963 года чёрные сделали неосторожный выпад ферзём.
38... Фh5? 39. g6+!
Чёрные сдались, так как должны расстаться с конём 39... K:g6. Иначе после 39... Крg8 40. Kpg3 и 41.Cd1 они теряют ферзя.